# ISO 4
ISO 4 je mednarodni standard, ki določa okrajševanje besed v naslovih serijskih publikacij. Mednarodna organizacija za standardizacijo (ISO) je pooblastila mednarodni center ISSN za certificiranje skladnosti. Center ISSN vzdržuje uradni seznam okrajšav, List of Title Word Abbreviations (LTWA), njegova aktualna različica je izšla leta 1997 (ISO 4:1997).
Pomembno področje uporabe je krajšanje naslovov znanstvenih revij v seznamih citiranih del v znanstvenih prispevkih. Vsi najpomembnejši slogovni priročniki v znanstvenem založništvu upoštevajo ISO 4 (z nekaj izjemami). Za primer, naslov revije Journal of Biological Chemistry se citira kot J. Biol. Chem. in Journal of Polymer Science Part A kot J. Polym. Sci. A. Velikih začetnic standard ne predpisuje, izrecno pa dovoljuje izpuščanje pik v primerih, kjer je uporaba ločil omejena.